# Kelet-Mecsek

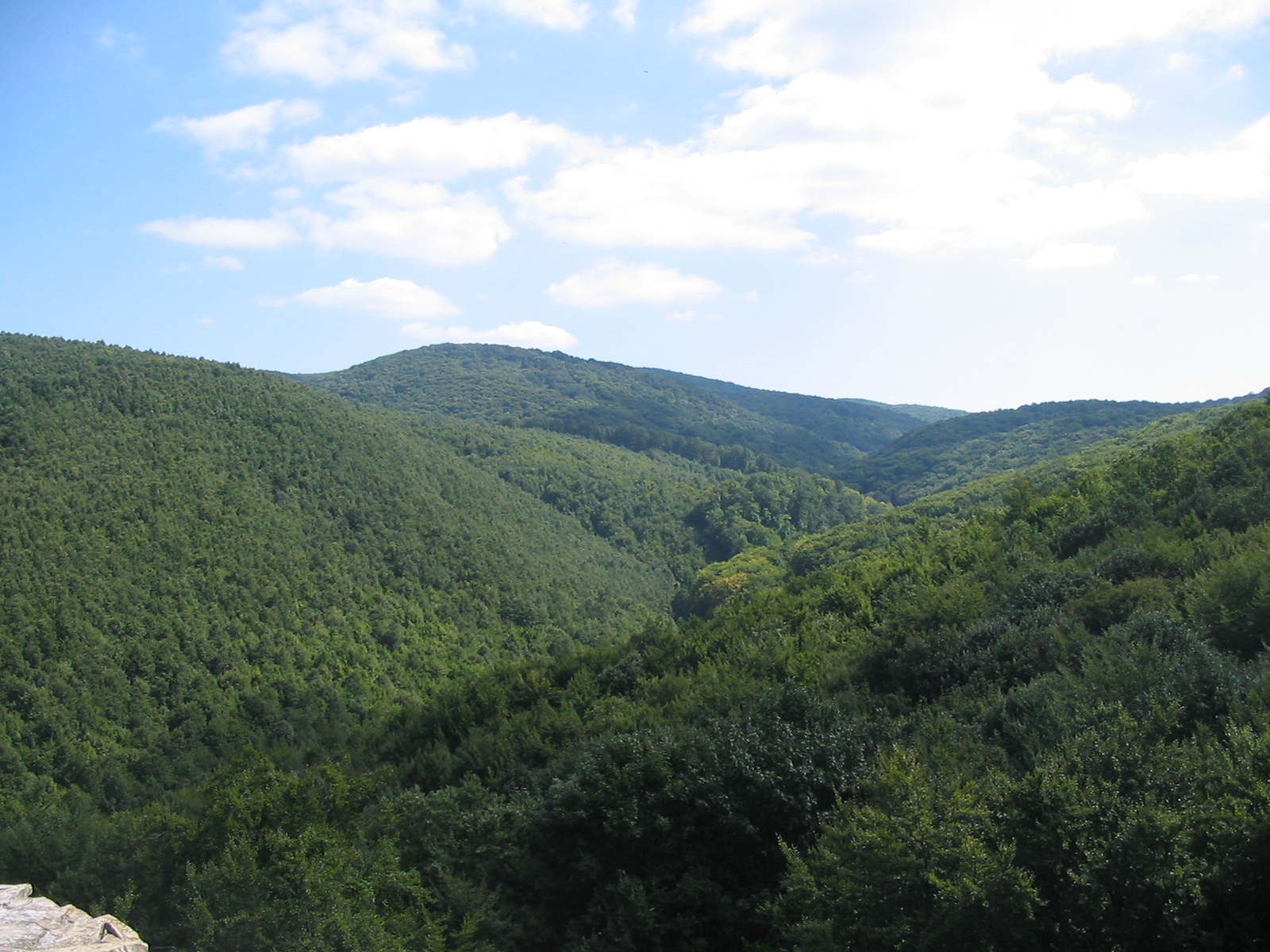
A Keleti-Mecsek Kisújbánya közelében

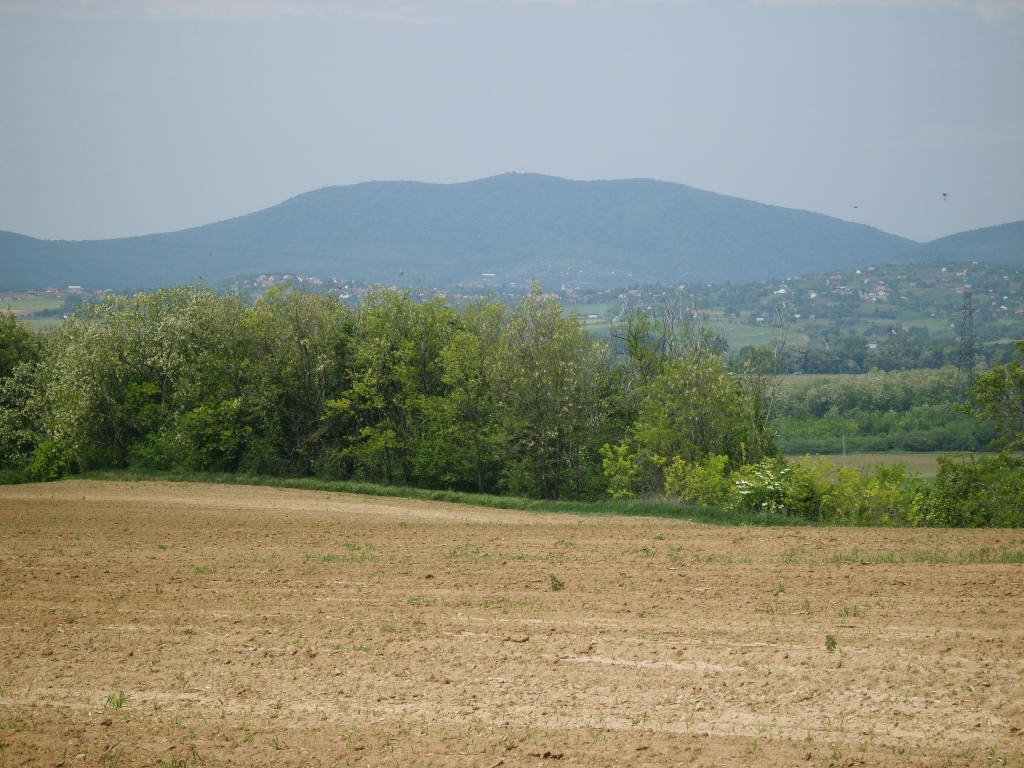
Hármashegy, Hosszúhetény

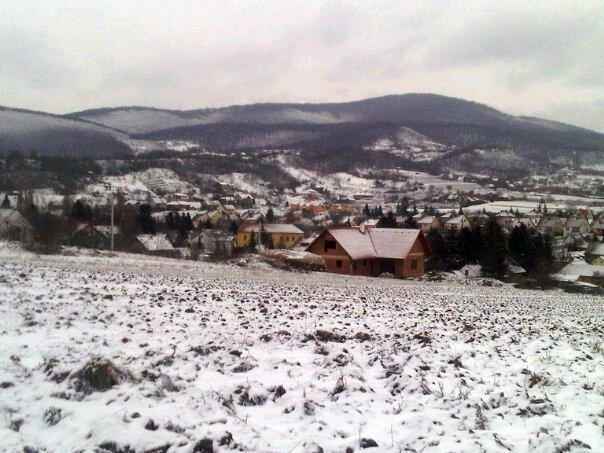
Zengő, Hosszúhetényből

A Kelet-Mecsek vagy Keleti-Mecsek egyike a Mecsek hegység három fő tömbjének. Nagyjából a Magyaregregy, Komló, Hosszúhetény, Pécsvárad és Mecseknádasd határolta területen fekszik, jórészt Baranya vármegyében, de átnyúlik Tolna vármegyébe is. Legmagasabb pontja – és egyben a Mecsek legmagasabb csúcsa a 682 méteres Zengő.
Gyakorlatilag egész területe védett - a Hidasi-völgy és környéke, illetve a Kisújbánya és Óbánya közti völgy és környéke fokozottan védett - a 2007-ben 30 éves Kelet-Mecsek Tájvédelmi Körzet része.
A kisrégiót valamikor Hegyhátnak is nevezték, bár ezt kisebb területre értették a Zengő hegy környékén, mint a Kelet-Mecsek.
Néha a Kelet-Mecsekhez sorolják a Mórágy-Geresdi röghegységet - vagy más néven Baranyai röghegységet - is, amelynek egymilliárd éves gránitja Magyarország legöregebb kőzete.
A magyar falusi turizmus hagyományos területe: a második világháború előtt indult falusi vendéglátást az 1990-es évek-ben újraélesztették és a kisrégió falvai ma sok szálláshelyet és szerteágazó szolgáltatásokat kínálnak az idelátogatóknak. A Kelet-Mecseket természeti és épített szépségei és hagyományai miatt ma is gyakran nevezik Kun Lajos egykori kárászi plébános szavaival „Kis Svájcnak”.

## Geológiája
A Kelet-Mecsek alapvetően kétféle kőzettömegből épül fel: márgás és mészköves tengeri üledékek, amelyek közül a legrégebbiek a liász lotaringiai emeletéből származnak, illetve az alsó kréta kori vulkanikus eredetű kőzetek, főleg a trachidolerit és a fonolit. E vulkáni kőzetek képződményei Magyarországon összefüggően csak a Mecsekben láthatók. Egyedülállók Kövestető és a Somlyó fonolitkúpjai. A vidék középső részéből sugarasan völgyek indulnak ki (mint a hidasi, óbányai, püspökszentlászlói és márévári völgyek), amelyek ezeket a jura és triász kőzettömegeket feltárják.  A terület északi és északkeleti részében nagy miocén kori kőzettömegek is találhatók.
Maga a Kelet-Mecsek egyetlen hatalmas teknő, amit gyűrődések és törések tagoltak. A megbillent valamikori vízszintes rétegek helyenként egészen a függőlegesig tolódtak. Jellemző helyi geológiai jelenség a mésztufa képződés, például a Hidasi-völgyben és az Óbányai völgyben. Utóbbi márgás-mészköves kőzeteibe látványos formákat vájt az erózió, a rajta keresztül haladó patak.
A Nyugat-Mecsekre jellemző karsztosodás a Kelet-Mecsekben csekély mértékű. A Keleti-Mecsek felszínét a jura időszaki üledék jellemzi. Ezek a kőzetek nem karsztosodnak és a vizet elnyelő karsztos formák hiányában itt a völgyhálózat sokkal változatosabb, mint a Nyugat-Mecsekben. A pusztuló karszt és a mészkólerakás példái a hidasi-völgyi Csurgó forrás, a Betyár-forrás és a Mária-forrás.
A kréta időszak elejére a vulkáni működés a jellemző. Az ekkor megszilárdult bazaltos lávaömlések - a régebben ezt trachidolerit néven emlegették - és a vízi környezetben lerakódott tufarétegek sok helyen megfigyelhetők a Kelet-Mecsekben. A tufarétegek alatt kagylók, csigák, ammoniteszek fosszíliái találhatók. A vulkáni működés során vasérc is kicsapódott. A trachidolerit Hosszúhetényben több helyen is felszínre jut, a település közepén, illetve a szőlők közt is három éles, keskeny, nyugat-keleti irányú gerincben.

## Vízrajza

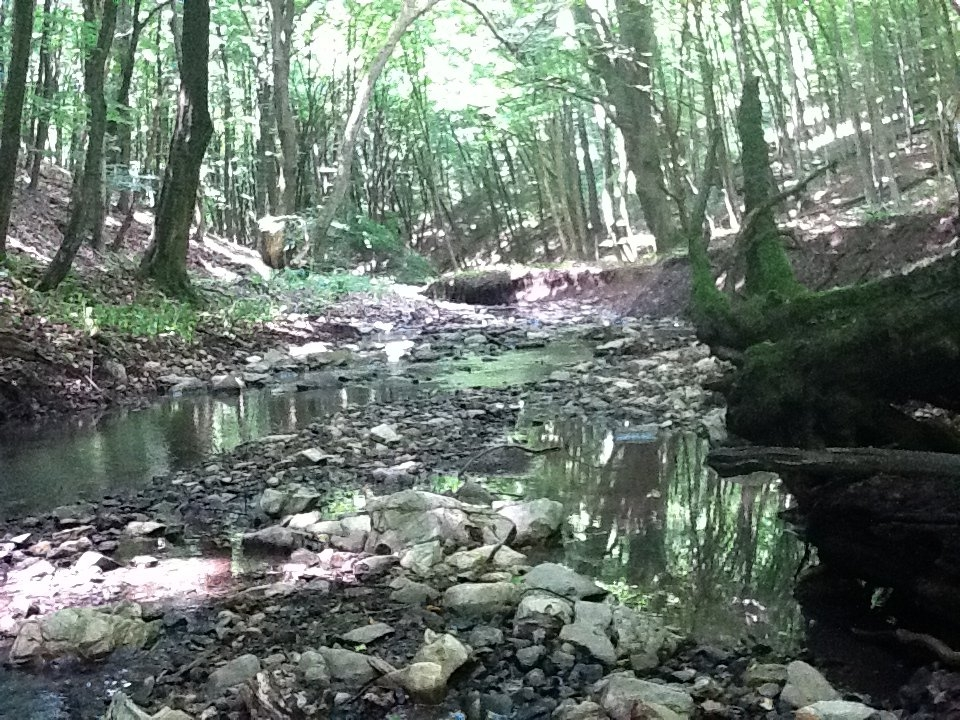
Patak a Hidasi-völgyben

A Keleti-Mecsek fő vízválasztója a Hármashegy–Csengőhegy–Zengő–Kecskehát–Templomhegy vonal, amitől délre nincsen jelentős vízfolyás. A tőle északra eső vizeket a  Völgységi-patak gyűjti össze.
A Kelet-Mecsek átlagos éves csapadékmennyisége 711 milliméter, ez főleg nyári záporok formájában hull.

### Vízfolyásai
- Völgységi-patak

## Élővilága

### Flórája
Számos ritka növény él a Kelet-Mecsekben. Közülük a leghíresebb a bánáti bazsarózsa (Paeonia officinalis ssp. banatica), amely a Zengő oldalát kivéve alig fordul elő másutt a világban. A virágzó bazsarózsamezők megtekintésére a hosszúhetényiek májusban túrákat szoktak szervezni.

### Állatvilága
Állatvilága még alig kutatott, kivéve a madarakat: 65 rendszeresen itt költő és kilenc átvonuló madárfajt figyeltek itt meg. A Kelet-Mecsekben a költési időszakban megfigyelt ritka madarak: 
- Fekete gólya (Ciconia nigra)
- Barna kánya (Milvus migrans)
- Fekete harkály (Dryocopus martius)
- Kövirigó (Monticola saxatilis)
- Kis légykapó (Muscicapa parva)
- Hegyi billegető (Motacilla cinerea)
- Békászó sas
- Rétisas

A tiszta vizű patakokban élnek saját készítésű csövecskéikben, a tegzekben az oxigéndús vizet kedvelő tegzesfajok lárvái. Csak itt él Európa legritkább tegzesfaja, a fokozottan védett mecseki őszitegzes. A bükkösökben él a havasi cincér.

## Hegyei
- Bargyag (489 m)
- Cigány-hegy (524 m)
- Csalán-hegy (536 m)
- Csengő-hegy (489 m)
- Dobogó (594 m)
- Hármashegy (603 m)
- Hárstető (545 m)
- Kecske-hát
- Köves-tető
- Róka-hegy (497 m)
- Somos-hegy (520 m)
- Somlyó (572 m)
- Somos (510 m)
- Szamár-hegy (564 m)
- Szószék  (586 m)
- Szent Imre-hegy  (471 m)
- Zengő (682 m)

Forrás: Mecsek turistatérkép

## Völgyei
- Egregyi-völgy
- Hidasi-völgy
- Kis-tóti-völgy
- Óbányai-völgy
- Réka-völgy
- Rikájó[7]
- Takanyó-völgy

## A Kelet-Mecsek falvai
A Kelet-Mecsek hegyei két ágra bontják a térség falvait: a nyugatibb Magyaregregy-Szászvár ágra a Komló melletti Zobákpusztáról Bonyhád irányába tartó útról juthatunk el, a Hosszúhetény-Pécsvárad-Mecseknádasd ág a 6-os főúttal párhuzamosan fut északra Pécs-Hirdtől Bonyhád felé.
A térség falvai:
| - Alsómocsolád - Bikal - Egyházaskozár - Hegyhátmaróc - Hosszúhetény - Kárász | - Kisújbánya - Köblény - Magyaregregy - Máza - Mecseknádasd - Nagypall | - Óbánya - Pécsvárad (város) - Püspökszentlászló - Szalatnak - Szászvár - Tófű | - Váralja - Vékény - Zengővárkony - Zobákpuszta |

## A folklórban
A Kelet-Mecsekhez számos mese, monda kapcsolódik: boszorkányok, farkasok, átkok, kincskeresők földje. 1816-ban Kárász közelében egy bükkfa gyökerei között tényleg találtak is egy aranyozott misekelyhet, az 1920-as években ugyancsak Kárásznál aranybánya is létesült és a környék évtizedekig vonzotta az aranykeresőket.

## A kultúrában
A Kelet-Mecsekben játszódik Gárdonyi Géza Egri csillagok című regényének nyitórésze. Az azonos című film egyes jeleneteit a Márévár közelében forgatták, a történetre utal a vár közelében lévő Gergely-Éva forrás neve is.

## Kirándulóhelyek
- A Zengő csúcsa, Hosszúhetény felől útközben a pincefalu és a bárányles népszokás keresztje, a csúcson kilátó és Zengővár romjai.
- Püspökszentlászló a püspöki kastéllyal, az arborétummal, a templommal és a Szent László-szoborral.
- A Hidasi-völgy a Csurgó vízeséssel.[8]
- A Kisújbánya és Óbánya közti Óbányai völgy a festői patakkal, a ferde vízeséssel és a Csepegő-sziklával (itt van a Pataki József Kulcsosház is).
- A Mecseknádasd és Óbánya közti Rékavár vagy Rákvár.
- A Cigány-hegy kilátója.[9]
- Magyaregregy közelében a Márévár.
- A zengővárkonyi szelídgesztenyés Rockenbauer Pál sírjával.
- A Pécsváradhoz közeli Dombay-tó.